# Everyday, 카추샤
〈Everyday, 카추샤〉(일본어: Everyday、カチューシャ 에브리데이 카츄샤[*])는 일본의 아이돌 AKB48의 21번째 싱글이다. 2011년 5월 25일에 발매됐다.
오리콘 연간 2위(등장회수 59주), 싱글트랙 다운로드 밀리언, CD렌탈 연간 1위, 가라오케 연간 9위, 빌보드 재팬 HOT100 연간 1위

## 개요
캐치 카피는 「여자 아이들의 모이면 소중한 여름이 온다.」
Type-A, Type-B (초회 한정 생산 판도), 극장반(캐릭터형으로 한정 발매)의 3가지 형태가 출시된 각 형태의 3번 트랙의 수록될 곡은 다르다,
본작 이후 모든 CD는 매출의 일부가 「누구를 위해」프로젝트의 일환으로 의연금되고 2011년 도호쿠 지방 태평양 해역 지진(2011년 도호쿠 지방 태평양 해역 지진의 피해)의 이 재민 지원에 사용된다.
타이틀 곡 「Everyday, 카추샤」는 2011년 4월 16일 쿄세라 돔 오사카에서 열린 전국 악수회 이벤트 중 첫 선보인 작사를 다룬 아키모토 야스시는 「작곡가에서 데모(후보 곡)이 수록된 CD를 듣고 가사를 만들고, 20년 이상 작사를 해온 가운데 이 기사에 맞는 곡 선정에 가장 고생했다. 아마 1,000곡 이상을 들었다고 생각했다.」고 말했다.

## 수록곡

### 타입 A
전체 작사: 아키모토 야스시
| #  | 제목                                                          | 작곡              | 음악가            | 재생 시간 |
| -- | ------------------------------------------------------------- | ----------------- | ----------------- | --------- |
| 1. | 〈Everyday、カチューシャ Everyday, 카츄샤[*]〉                | 이노우에 요시마사 |                   | 3:57      |
| 2. | 〈これからWonderland고레카라 Wonderland→이제부터 Wonderland〉 | 이노우에 요시마사 |                   | 4:27      |
| 3. | 〈ヤンキーソウル 양키 소우루[*]→양키 소울〉                   |                   | TJMixx            | 3:22      |
| 4. | 〈Everyday、カチューシャ〉 (Off Vocal Version)                |                   | 이노우에 요시마사 | 5:14      |
| 5. | 〈これからWonderland〉 (Off Vocal Version)                    |                   | 이노우에 요시마사 | 4:27      |
| 6. | 〈ヤンキーソウル〉 (Off Vocal Version)                        |                   | TJMixx            | 3:32      |

| #  | 제목                                                                                             | 재생 시간 |
| -- | ------------------------------------------------------------------------------------------------ | --------- |
| 1. | 〈Everyday、カチューシャ〉                                                                       |           |
| 2. | 〈これからWonderland〉                                                                           |           |
| 3. | 〈ヤンキーソウル〉                                                                               |           |
| 4. | 〈Everyday、カチューシャ Music Clip〈Drama ver.〉〉                                              |           |
| 5. | 〈AKB48ちょの続・ショートコンちょ3連発!（Type-A）→AKB48 잠깐의 속 · 쇼트 콘의 3 연발! (Type-A)〉 |           |

### 타입 B
전체 작사: 아키모토 야스시
| #  | 제목                                                              | 작곡              | 음악가            | 재생 시간 |
| -- | ----------------------------------------------------------------- | ----------------- | ----------------- | --------- |
| 1. | 〈Everyday、カチューシャ Everyday, 카츄샤[*]〉                    | 이노우에 요시마사 |                   | 3:57      |
| 2. | 〈これからWonderland고레카라 Wonderland→이제부터 Wonderland〉     | 이노우에 요시마사 |                   | 4:27      |
| 3. | 〈人の力 히토노치카라[*]→사람의 힘〉                              |                   | 언더 걸즈         | 4:18      |
| 4. | 〈Everyday、カチューシャ〉 (Off Vocal Version)                    | 이노우에 요시마사 |                   | 3:57      |
| 5. | 〈これからWonderland 이제부터 Wonderland[*]〉 (Off Vocal Version) |                   | 이노우에 요시마사 | 4:27      |
| 6. | 〈人の力〉 (Off Vocal Version)                                    |                   | 이노우에 요시마사 | 4:18      |

| #  | 제목                                                                                             | 재생 시간 |
| -- | ------------------------------------------------------------------------------------------------ | --------- |
| 1. | 〈Everyday、カチューシャ〉                                                                       |           |
| 2. | 〈これからWonderland〉                                                                           |           |
| 3. | 〈人の力〉                                                                                       |           |
| 4. | 〈Everyday、カチューシャ Music Clip〈Dance ver.〉〉                                              |           |
| 5. | 〈AKB48ちょの続・ショートコンちょ3連発!（Type-B）→AKB48 잠깐의 속 · 쇼트 콘의 3 연발! (Type-B)〉 |           |

### 극장판
전체 작사: 아키모토 야스시
| #  | 제목                                                          | 작곡              | 재생 시간 |
| -- | ------------------------------------------------------------- | ----------------- | --------- |
| 1. | 〈Everyday、カチューシャ Everyday, 카츄샤[*]〉                | 이노우에 요시마사 | 3:57      |
| 2. | 〈これからWonderland고레카라 Wonderland→이제부터 Wonderland〉 | 이노우에 요시마사 | 4:27      |
| 3. | 〈アソチ 안티[*]〉                                            |                   | 4:11      |
| 4. | 〈Everyday、カチューシャ〉 (Off Vocal Version)                |                   | 3:57      |
| 5. | 〈これからWonderland〉                                        |                   | 4:27      |
| 6. | 〈アソチ〉 (Off Vocal Version)                                |                   | 4:11      |

## 선발 멤버

### 〈Everyday 카추샤〉
(센터 : 마에다 아츠코)
- AKB48:오오타 아이카, 쿠라모치 아스카, 코지마 하루나, 사시하라 리노, 시노다 마리코, 타카죠 아키, 다카하시 미나미, 마에다 아츠코. 이타노 토모미, 오오시마 유코, 키쿠치 아야카, 미네기시 미나미, 미야자와 사에, 요코야마 유이, 카사이 토모미, 카시와기 유키, 키타하라 리에, 코모리 미카, 사토 스미레, 마스다 유카, 미야자키 미호, 와타나베 마유
- SKE48:마츠이 쥬리나, 마츠이 레나
- NMB48:야마모토 사야카, 와타나베 미유키

### 〈고레카라 Wonderland〉
(센터: 마에다 아츠코)
- AKB48:코지마 하루나, 사시하라 리노, 시노다 마리코, 타카죠 아키, 타카하시 미나미, 마에다 아츠코, 이타노 토모미, 오오시마 유코, 미네기시 미나미, 미야자와 사에, 요코야마 유이, 카사이 토모미, 카시와기 유키, 키타하라 리에, 와타나베 마유

### 〈양키 소울〉
(센터: 마에다 아츠코)
- AKB48:오오타 아이카, 쿠라모치 아스카, 코지마 하루나, 사시하라 리노, 시노다 마리코, 타카죠 아키, 다카하시 미나미, 마에다 아츠코, 마에다 아미, 아키모토 사야카, 이타노 토모미, 오오시마 유코, 키쿠치 아야카, 니토 모에노, 미네기시 미나미, 미야자와 사에, 요코야마 유이, 카사이 토모미, 카시와기 유키, 키타하라 리에, 코모리 미카, 사토 스미레, 미야자키 미호, 와타나베 마유, 오바 미나, 시마자키 하루카, 시마다 하루카, 나가오 마리야, 야마우치 스즈란, 이치카와 미오리
- SKE48:마츠이 레나, 마츠이 쥬리나

### 〈히토노 치카라〉
「언더 걸즈」 명의
(센터 : 사토 아미나, 나카가와 하루카)
- AKB48:이와사 미사키, 오오야 시즈카, 카타야마 하루카, 나카가와 하루카, 나카타 치사토, 나카야 사야카, 마츠바라 나츠미, 우치다 마유미, 우메다 아야카, 타나베 미쿠, 나츠키 토모미, 후지에 레이나, 마츠이 사키코, 요네자와 루미, 이시다 하루카, 코바야시 카나, 사토 아미나, 사토 나츠키, 스즈키 마리야, 치카노 리나, 히라지마 나츠미, 타케우치 미유, 나카무라 마리코, 모리 안나, 나카마타 시오리
- SKE48:야가미 쿠미, 다카와나기 아카네, 무카이다 마나츠
- NMB48:야마다 나나

### 〈안티〉
「연구생」 명의
- AKB48:오바 미나, 시마자키 하루카, 시마다 하루카, 타케우치 미유, 나가오 마리야, 나카무라 마리코, 모리 안나, 야마구치 스즈란, 아베 마리아, 이즈타 리나, 이치카와 미오리, 이리야마 안나, 카토 레나, 카나자와 유키, 코바야시 마리나, 나카마타 시오리, 후지타 나나, 우시쿠보 사라, 카와에이 리나, 코지마 나츠키, 스즈키 시호리, 나토리 와카나, 모리카와 아야카, 야카구치 나우

## 반응
"Everyday, 카추샤"는 첫 주에 1,334,000 독신의 총을 판매하였다. 이전 기록 세트 뛰는 일본에서 싱글을 위한 새로운 판매 기록을 세우는 씨가 어린이 2월 1천 9백 96인치 싱글을 밴드의 세 번째 판매 하나다.

### 차트
| 주간 차트                      | 피크 위치 |
| ------------------------------ | --------- |
| 빌보드 핫 100 일본             | 1         |
| 오리콘 데일리 싱글             | 1         |
| 오리콘 주간 싱글               | 1         |
| 오리콘 월 싱글                 | 1         |
| RIAJ 디지털 트랙 차트 주간 100 | 1         |

| 연말 차트          | 피크 위치 |
| ------------------ | --------- |
| 빌보드 일본 핫 100 | 1         |

## JKT48 버전
〈Everyday, Kachuusha/UZA〉는 AKB48의 자매 그룹인 JKT48의 열아홉번째 싱글로 Hits Records에서 2018년 7월 7일에 MUSIC DOWNLOAD CARD, 8월에 CD 발매되었다. 이번 싱글은 JKT48의 개혁을 목적으로 한 프로젝트 ‘JKT48 RE:BOOST’의 일환으로 기획된 것이다.
가사는 모두 인도네시아어로 번역된 것이며 타이틀 곡의 센터 포지션은 아드히스티 자라이다.

### 수록 내용
디지털 음원
| #  | 제목                    | 재생 시간 |
| -- | ----------------------- | --------- |
| 1. | 〈Everyday, Kachuusha〉 |           |
| 2. | 〈UZA〉                 |           |

CD
| #  | 제목                                                   | 재생 시간 |
| -- | ------------------------------------------------------ | --------- |
| 1. | 〈Everyday, Kachuusha〉                                |           |
| 2. | 〈UZA〉                                                |           |
| 3. | 〈Sekarang Para - Imapara〉                            |           |
| 4. | 〈Wahai Kesatria - Tsuyokimono yo〉                    |           |
| 5. | 〈Seesaw Game Penuh Air Mata - Namida no Seesaw Game〉 |           |

DVD
| #  | 제목                                  | 재생 시간 |
| -- | ------------------------------------- | --------- |
| 1. | 〈Everyday, Kachuusha (Music Video)〉 |           |
| 2. | 〈UZA (Music Video)〉                 |           |
| 3. | 〈MV Behind the Scene〉               |           |

### 참조주
1. ↑  “Intip Video Klip Single UZA dan Everyday, Kachuusha dari JKT48”. 《KAORI Nusantara》 (인도네시아어). 2018년 7월 9일. 2018년 7월 9일에 확인함.

### 내용주
원곡
1. 1 2  AKB48〈Everyday、カチューシャ→Everyday, 카추샤〉
2. 1 2  AKB48〈UZA〉
3. ↑  AKB48〈イマパラ→이마파라〉
4. ↑  AKB48〈強き者よ→강한 자여〉
5. ↑  AKB48〈涙のシーソーゲーム→눈물의 시소게임〉